# Panurginus corpanus
Panurginus corpanus là một loài Hymenoptera trong họ Andrenidae. Loài này được Warncke mô tả khoa học năm 1972.